# Henschel EA 1000
Die Henschel EA 1000 war eine von Henschel in 16 Exemplaren gebaute Elektrolokomotive für Fahrleitungs- und Batteriebetrieb. Die 1966 gebauten Lokomotiven wurden von der Rheinstahl-Bergbau AG in vier und von der Hibernia AG in zwölf Exemplaren beschafft und als Rheinstahl E1 bis E4 und Hibernia E1 bis E12 eingereiht. Sie besaßen eine Stundenleistung von 720 kW. Die Typbezeichnung bedeutet Elektro-/Akkulokomotive und die PS-Leistungsklasse der Lokomotive. Es ist keine Maschine mehr vorhanden.

## Geschichte

### Ursprungsausführung
Im Zuge ihrer umfassenden Streckenelektrifizierung beschaffte 1966 die Rheinstahl Bergbau AG vier Lokomotiven dieser Typenreihe von Henschel in Kassel. Die Lokomotiven waren Mehrsystemlokomotiven und für die beiden Spannungssysteme 15 kV 16 2/3 Hz AC sowie 15 kV 50 Hz AC einsetzbar. Für die Bedienung von nichtelektrifizierten Streckenteilen war die Lokomotive zusätzlich mit einer Batterie versehen.
Zwei Jahre später beschaffte bis 1969 die Hibernia AG zwölf Lokomotiven dieser Type, die bis auf wenige Änderungen den Rheinstahl-Lokomotiven entsprachen. So waren die Rheinstahl-Lokomotiven mit Scheibenbremse ausgerüstet, wohingegen die Lokomotiven der Hibernia Klotzbremse besaßen. Alle Lokomotiven waren mit einer elektrischen Bremse ausgerüstet. Die Lokomotiven der Hibernia wurden etwas kürzer ausgeführt und die Lüfteranordnung geändert, die Vorbauten der Rheinstahl-Lokomotiven waren vorn abgeschrägt, die Vorbauten der Hibernia-Lokomotiven hingegen gerade ausgeführt.
Alle Lokomotiven wurden in den 1970er Jahren von der Ruhrkohle AG übernommen und bis Ende der 1980er Jahre betrieben. Zwei Lokomotiven waren da noch erhalten, die anderen wurden auf Grund von Ersatzteilmangel und Verschleiß abgestellt und Mitte der 1990er Jahre verschrottet.

### Umbau
Die vorhandenen einsatzfähigen Lokomotiven trugen bei ihrer Indienststellung bei Hibernia die Nummern E7 und E9. In der Zwischenzeit hatten sie die Bezeichnung RAG 021 bzw. 022 erhalten. Die Lokomotiven wurden in der Werkstatt Gladbeck auf eine höhere Leistung und Drehstromtechnik analog der Henschel E 1200 umgebaut. Durch das Umbauprogramm konnte die Spitzenleistung der Lok auf 1600 kW angehoben werden. Auf den Hilfsantrieb mit Batterie wurde zugunsten eines dieselelektrischen Antriebes verzichtet. Führerhaus und Vorbauten wurden um etwa 100 mm angehoben. Diese Umbauten wurden bis 1992 durchgeführt. Eine Neuzulassung der Lokomotiven auf DB-Gleisen wurde angestrebt, aber nicht verwirklicht. Der Umbau von weiteren vorhandenen Lokomotiven wurde nicht realisiert.
Die Lokomotiven waren nach dem Umbau für eine Grenzlast von 2900 t ausgelegt und für eine Belastung von 2000 t bei 60 km/h bzw. 1000 t bei 80 km/h verwendbar. Die Lokomotive RAG 022 war bis 2006 im Einsatz und wurde nach Fristablauf abgestellt. Sie wurde als Ersatzteilspender ausgeschlachtet und 2011 verschrottet. Die andere Lokomotive wurde von der RBH Logistics übernommen und bekam dort die Bezeichnung Gladbeck 021. Sie wurde 2014 in Gladbeck verschrottet.